# Poljčane
Poljčane – wieś w Słowenii, w gminie Poljčane. W 2018 roku liczyła 1110 mieszkańców.